# لیگروئین
بخشی از نفت، که بیشتر متشکل از هیدروکربن‌های C7 و C8 است و در محدوده ۹۰ تا ۱۴۰ درجه سانتی گراد به جوش می‌آید. این بخش را نفتای سنگین نیز می‌نامند. از لیگروئین به عنوان حلال آزمایشگاهی استفاده می‌شود. محصولاتی با نام لیگروئین می‌توانند دارای دامنه جوش تا ۶۰ تا ۸۰ درجه سانتی گراد باشند و ممکن است نفتای سبک نامیده شود. به‌طور کلی لیگروئین یک اتر نفت است.